# Baisers exotiques
Pour plus de détails, voir Fiche technique et Distribution.
Baisers exotiques est un film français érotique de Jean Luret sorti en 1983.

## Fiche technique
- Titre : Baisers exotiques
- Réalisation : Jean Luret
- Scénario : Jean Luret
- Origine :  France
- Durée : 78 minutes (1 h 18)
- Format : Couleurs
- Classification :
  -  France : interdit aux moins de 16 ans[1]

## Distribution
- Brigitte Lahaie : Élisabeth
- Pascale Vital : Céline
- André Chazel : Nicolas Ravel
- Piotr Stanislas : Stanislas
- Lise Lebon
- Cathy Martin